# Hôtel Servain
L'hôtel Servain est un édifice situé à Argentan, en France.

## Localisation
Le monument est situé dans le département français de l'Orne, au 13 rue Ozenne-Pierre.

## Historique
L'édifice est daté du milieu du XVIIe siècle.

## Architecture
La porte est inscrite au titre des Monuments historiques depuis le 29 novembre 1948.